# Kołki (obwód rówieński)
Kołki (ukr. Колки, Kołky) – wieś na Ukrainie, w obwodzie rówieńskim, w rejonie sarneńskim, w hromadzie Dąbrowica. W 2001 liczyła 1913 mieszkańców, spośród których 1907 wskazało jako ojczysty język ukraiński, 4 rosyjski, a 2 białoruski.
W okresie międzywojennym wieś znajdowała się w granicach II RP, wchodząc w skład gminy Lubikowicze w powiecie sarneńskim, w województwie wołyńskim.